# Nationella rörelsen i Sverige
Begreppet den nationella rörelsen avser en heterogen högerextrem ideologisk och politisk rörelse i Sverige. Generellt kan man säga att man samlas kring en önskan om en stark nationalstat och mot det mångkulturella samhället, och invandring. Rörelsen består av många olika organisationer och grupperingar, med sinsemellan lite olika ideologier. Vissa är demokrater, andra inte, vissa använder våld som politisk metod, andra inte. Synen på olika etniska grupper skiljer också, liksom synen på kvinnans ställning och homosexuella och andra grupper   .
Det grupperingarna har gemensamt är ett kulturellt och socialt utbyte, den gemensamma historien och att man motsätter sig det mångkulturella samhället.

## Kännetecken och ideologi
Lena Berggren, idéhistoriker och forskare på fascism och högerextremism, menar att den politiska plattform som är grunden för den nationella rörelsen är extremnationalistisk.Hon menar också att inom rörelsen hyser tydligt antiparlamentariska och antidemokratiska värderingar, att man har en elitistisk syn på samhället och politik. Vidare menar hon att det inom rörelsen finns en skarp kritik av det samtida samhället och att denna kritik oftast är antimodernistiskt färgad, men att det finns undantag från detta.
Ulla Ekström von Essen, idéhistoriker vid Södertörns Högskola menar att det finns en rad kännetecken hos den nationella rörelsen från förr som går igen i flera svenska partier idag. Det gäller nationalismen, synen på rasfrågan, den svenska kulturen och tanken om folkhemmet.

## Historia
Nationella rörelsen växte fram under 1920-talet, då en del fascistiska och nazistiska organisationer grundades.

### 1920- och 1930-talen

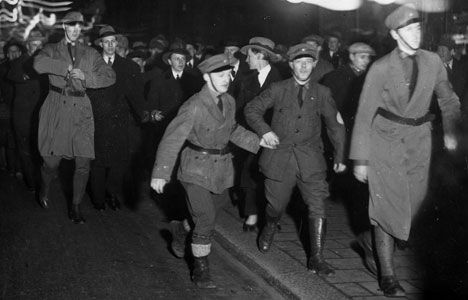
Några svenska nazister jagas från mötet på Hötorget i Stockholm år 1932 där bland annat Birger Furugård talade.

SNF:s vapen.

Under 1920- och 1930-talen inspirerades den svenska nationella rörelsen av den framväxande nazismen i Tyskland.
Sveriges fascistiska kamporganisation (SFKO) bildades 1926 och ur den växte senare fascistiska och nazistiska organisationer fram. SFKO bytte 1929 namn till Nationalsocialistiska Folkpartiet (SNFP) och gick 1930 ihop med Nysvenska folkförbundet och bildade under ledning av Birger Furugård Svenska nationalsocialistiska partiet (SNSP). 1933 bröt sig ett antal medlemmar ur SNSP och bildade Nationalsocialistiska arbetarpartiet (NSAP) som snabbt blev det ett av ledande nazistiska partierna. Partiet bytte namn 1938, till Svensk Socialistisk Samling (SSS), och förlorade större delen av sitt stöd under andra världskriget men existerade fram till 1950.
Sveriges Nationella Förbund bildades redan 1915, under namnet Sveriges Nationella Ungdomsförbund. 1935 bytte man namn och blev alltmer antisemitiskt. Samtidigt växte partiets popularitet. I den nationella rörelsen fanns det under trettiotalet kring 30 000 medlemmar och den största organisationen var just Sveriges Nationella Förbund. Under slutet av 20-talet och första hälften av 30-talet fungerade partiet som en typ av ungdomsförbund åt dåvarande Allmänna Valmansförbundet (idag moderaterna), men det samarbetet bröts 1934.

### Efter andra världskriget

NRP:s flagga.

Efter andra världskrigets slut minskade den nationella rörelsens popularitet men två organisationer överlevde, Nysvenska rörelsen (NSR) och Nordiska Rikspartiet (NRP). Nysvenska rörelsen bildades 1941, genom att Per Engdahl bröt med SNF och bildade Svensk Opposition, som senare bytte namn till Nysvenska rörelsen. NRP bildades 1956 av Göran Assar Oredsson, med hjälp av Knut Andersson från Svensk Socialistisk Samling och medlemslistor därifrån.
Många menar att Nysvenska rörelsen lade grunden till dagens extremnationalistiska partiers politik, retorik och världssyn.

## Framväxten av partier

### BSS, skinnskallerörelsen och Framstegspartiet
NRP har sedan starten varit tydliga med sina antisemitiska och antidemokratiska värderingar, och lyckades på 1970-talet rekrytera nya nazister som inte upplevt andra världskriget. 1979 bildades kampanjorganisationen Bevara Sverige Svenskt (BSS) av personer med bakgrund i NRP, NSR och Sveriges Nationella Förbund. Organisationen organiserade främst ungdomar ur skinnskallerörelsen. 1987 slog sig BSS ihop med missnöjespartiet Framstegspartiet och bildade Sverigepartiet.

### Utbrytare/avhoppare från Sverigedemokraterna
Från och med Sverigedemokraternas bildande 1988 har det skett återkommande avhopp från partiet av medlemmar och aktivister som av olika skäl varit missnöjda.
Hembygdspartiet bildades 1995 av en avhoppare från Sverigedemokraterna och grundaren av Riksfronten. Partiets medlemmar bestod till största delen av aktivister från Riksfronten och fungerade som dess "parlamentariska gren". 1998 ställde partiet upp i valet i samarbete med Ny demokrati och 1999 lades det ned.
Nationaldemokraterna bildades 2001, som en utbrytning ur Sverigedemokraterna, och 2002 bildade partiet också ett ungdomsförbund, Nationaldemokratisk Ungdom.

### Nationalsocialistisk front
Ur det vakuum som bildades när organisationen VAM försvann bildades 1994 det öppet nazistiska partiet Nationalsocialistisk front (NSF). Partiet upplöstes 2008 och som ersättning bildades Folkfronten, utan öppet nazistiska inslag. Partiet bytte ganska snart namn till Svenskarnas parti. Kritiker menar att ombildningen enbart är kosmetisk. En grupp partimedlemmar som var negativa till ombildningen och som ville föra en öppet nazistisk linje, bildade istället den konkurrerande organisationen Nordiska nationalsocialister.

## Framväxten av utomparlamentariska grupperingar

### Vit Makt-musik och Storm-nätverket
Parallellt med att BSS blev alltmer politiska blev delar av skinnskallerörelsen alltmer extrem. 1986 startade ett skinnskallegäng från Södertälje Rock Mot Kommunismen. Enligt vissa uppgifter deltog också personer från BSS och NRP i startandet. Skinnskallarna spelade själva i musikbandet Vit Aggression och inspirerades av Ian Stuart Donaldson och hans Rock Against Communism i England. Ihop med tidningen Streetfight, som de gav ut ihop med tidningen Nordlands redaktör, blev detta upprinnelsen till vit makt-musik-rörelsen i Sverige. Donaldson besökte Sverige 1988, ett besök som resulterade i en överenskommelse om utgivandet av en ny militant nazisttidning, Vit Rebell. Efter att utgivaren dömts för hets mot folkgrupp bytte tidningen namn till Storm. Inspirerade av amerikanska förebilder som förespråkade den ariska rasens väpnade kamp för överlevnad bildades sedan Storm-nätverket, ett nätverk av en mängd mer eller mindre fristående lokala grupper som höll kontakten genom tidningen Storm, internet och vit-makt-konserter. Bland dessa fanns bland annat Stockholms Unga Nationalsocialister, SUNS.

### Riksfronten
1989 bildades Riksfronten (ursprungligt namn Föreningen Sveriges Framtid) som en utbrytning ur NRP. Riksfronten anslöt sig till Nysvenska Rörelsen och uppgick inom några år i andra organisationer.

### Vitt Ariskt Motstånd
1991 grundades nätverket Vitt Ariskt Motstånd (VAM) ur det tidigare Storm-nätverket. VAM ägnade sig åt att bränna flyktingförläggningar, bedriva kampanjer mot invandrare och hade en tydligt antisemitisk och våldsinriktad attityd. Ett flertal Vit makt-musikband och skivbolaget och tidningen Nordland var också knutna till VAM. Inre stridigheter och fängelsedomar för ledande personer ledde till att organisationen föll samman i mitten på 1990-talet. Fängelsedomarna mot VAM-medlemmar ledde också till att begreppet "krigsfångar" uppstod inom rörelsen och att fångorganisationer som Gula Korset, Ariska Frihetsfonden och Ariska Brödraskapet bildades innanför och utanför fängelsemurarna.

### Nationella Alliansen, info-14, Anti-AFA
Strax efter sin frigivning bildade en av dömda tidigare VAM-medlemmarna, Christopher Ragne, en ny organisation, Nationella Alliansen, dit tidigare VAM-medlemmar anslöt sig. Organisationen drabbades av inre stridigheter 1996 och upplöstes 1999.
Ungefär samtidigt med Nationella Alliansen bildades info-14, då en tidskrift på papper och nu en webbaserad tidskrift och politiskt nätverk. info-14 bildades av personer ur Stockholms Unga Nationalsocialister (SUNS) som deras nyhetstidning. När SUNS ombildades till en avdelning i Nationella Alliansen blev info-14 deras nyhetsorgan istället. Nationella Alliansen var de som huvudsakligen drev Anti-AFA, nazisternas organiserade kartläggning av meningsmotståndare, under 1996, en verksamhet som sedan togs över av nätverken kring info-14.

### Nationell Ungdom, Svenska Motståndsrörelsen, Blood & Honour
Två år efter bildandet av Nationella Alliansen, 1997, bildades Svenska Motståndsrörelsen (SMR), också den av frigivna före detta VAM-medlemmar men också av personer ur Nationell Ungdom. Nationell Ungdom hade i sin tur bildats tidigare, först som en parallell verksamhet bland personer i Sverigedemokraternas ungdomsverksamhet i Stockholmstrakten. Man kallade sig först Oberoende nationell ungdom och formaliserade sig sen 1997 och bytte namn till Nationell Ungdom. SMR lade ned Nationell Ungdom 2006. Under 2007 tappade SMR medlemmar och hamnade i konflikt med andra grupperingar i nationella rörelsen.
Samma år som Svenska Motståndsrörelsen bildades, bildades också Blood & Honour Scandinavia, den skandinaviska delen av Blood & Honour, av den norska nazisten Erik Blücher och dansken Marcel Schilf. Organisationen blev en politisk förlängning åt skivbolaget Ragnarock Records. Samtidigt med bildandet av Blood & Honour Scandinavia pågick en konflikt mellan å ena sidan Blood & Honour Scandinavia och Ragnarock Records och å andra sidan skivbolaget Nordland och nazistbutiken i Göteborg, Midgård.

### Nordiska Förbundet
Nordiska Förbundet är en nynazistisk organisation som bildades 2004, av personer ur Nationaldemokraterna och Svenska Motståndsrörelsen. Vid bildandet knöts tre delar av svensk extremhöger ihop, tidningarna Folkets Nyheter, Nordisk Frihet och Nordiska Förlaget. Nordiska förbundet kallade sig först för folknationalister, sedan gick de från det till att idag kalla sig för identitärer. Under 2010 lades både Nordiska förbundet och Nordiska förlaget ner.

### Nybildade grupperingar
2007 bildades en lokal kampanjorganisation i Helsingborg, Helsingborgskampanjen, bland annat av personer från Nationalsocialistisk front och Nordiska Förbundet. 2010 bildades gruppen Nordisk Ungdom med kopplingar till Nationaldemokraterna. 2009 bildades även Nordiska nationalsocialister av personer med bakgrund inom Nationalsocialistisk front och Nordiska Rikspartiet.  2011 startades Förbundet Nationell Ungdom i Nyköping.

## Gemensamma aktiviteter
I modern tid har de gemensamma aktiviteterna som engagerat personer ur flera olika grupperingar varit flera. När rörelsen under 1980-talet och början på 1990-talet dominerades av Bevara Sverige Svenskt och VAM handlade det om musik och vit-makt-konserter, senare har det blivit demonstrationer som blivit de aktiviteter som lockat deltagare från flera läger. De viktigaste gemensamma aktiviteterna är Salemmarschen och Folkets Marsch.
Salemmarschen är en årlig demonstration i december i Salem till åminnelse av mordet på Daniel Wretström. Arrangemanget samlar deltagare från flera olika grupperingar inom den nationella rörelsen, även uttalat nazistiska grupper. Marschen arrangeras av Salemfonden/Info-14 och bland de grupperingar som genom åren deltagit finns bland andra Nationaldemokraterna, Nationalsocialistisk Front, Blood and Honour, Svenska Motståndsrörelsen, och Nationell Ungdom. Från att ha samlat som mest 2 000 deltagare (år 2003) samlade arrangemanget år 2009 500 deltagare. Budskapet kring marschen har med åren radikaliserats och en del bedömare menar att marschen främst fyller en politisk funktion, snarare än att vara en minnesmanifestation.
Folkets Marsch var tidigare, vid sidan om Salemmarschen, det största arrangemanget inom den nationella rörelsen. Marschen hölls på Sveriges nationaldag, 6 juni, i Stockholm. Den startades 2005 och initiativtagare var info-14, Nationalsocialistisk Front, Svenska Motståndsrörelsen och Nordiska Förbundet. Bland deltagande grupperingar finns också Blood and Honour Göteborgs Fria Nationalister samt enskilda medlemmar ur de paramilitära Legion Wasa. 2009 ställdes marschen in.